# Serranilla-sziget
A Serranilla-sziget (angolul: Serranilla Bank, spanyolul: Isla Serranilla, Banco Serranilla vagy Placer de la Serranilla) egy egykori atoll, ma részben elsüllyedt zátony apró, lakatlan szigetekkel a Karib-tenger nyugati részén. A nicaraguai Punta Gordától 350 km-re északkeletre, Jamaicától 280 km-re délnyugatra található. A hozzá legközelebbi szárazföld a mintegy 110 km-re keletre fekvő Petrel-szigetek.
Először 1510-ben jelent meg spanyol térképeken. Jelenleg Kolumbia közigazgatása alatt áll San Andrés y Providencia megye részeként, de a fennhatóságot az Amerikai Egyesült Államok, Honduras, Nicaragua és Jamaica is vitatja. Az Egyesült Államok külső területként tartja számon.

## Fordítás
- Ez a szócikk részben vagy egészben a Serranilla Bank című angol Wikipédia-szócikk ezen változatának fordításán alapul.  Az eredeti cikk szerkesztőit annak laptörténete sorolja fel. Ez a jelzés csupán a megfogalmazás eredetét és a szerzői jogokat jelzi, nem szolgál a cikkben szereplő információk forrásmegjelöléseként.